# Аматуник
Аматуник (арм. Ամատունիք)— родовое владение армянского княжеского рода Aматуни. Состоял из двух областей: Артаза (15-й гавар) с их резиденцией в городе-крепости Шаваршан (Маку) и Чуашротa (20-й гавар), располагавшегося южнее. Входил в состав обширной провинции Васпуракан царства Великой Армении.
Видимо, начиная с 336 года н. э. князья Аматуни заведовали налоговой службой Армянского царства, когда Аршакиды пожаловали им крепость и владение Ошакан в сердце своего Айраратского царского домена, недалеко от столицы царства Двин. Историками описано сражение, происшедшее в 336 году под Ошаканом, между армянами и персами, в котором армяне одержали победу. За доблесть, проявленную в освободительных войнах, в 336 году армянский царь Хосров III подарил Ошакан Ваану Аматуни. По инициативе князей Аматуни здесь был похоронен Месроп Маштоц. Нахарары Аматуни владели Ошаканом до 773 года, после чего эти земли перешли под контроль Багратидов. После исчезновения царства Васпуракан и падения багратидской Армении, Аматуник утратил свою южную часть Джуршрод. В северной части, Артазе, Аматуни продолжали править ещё при Сефевидах.

## История

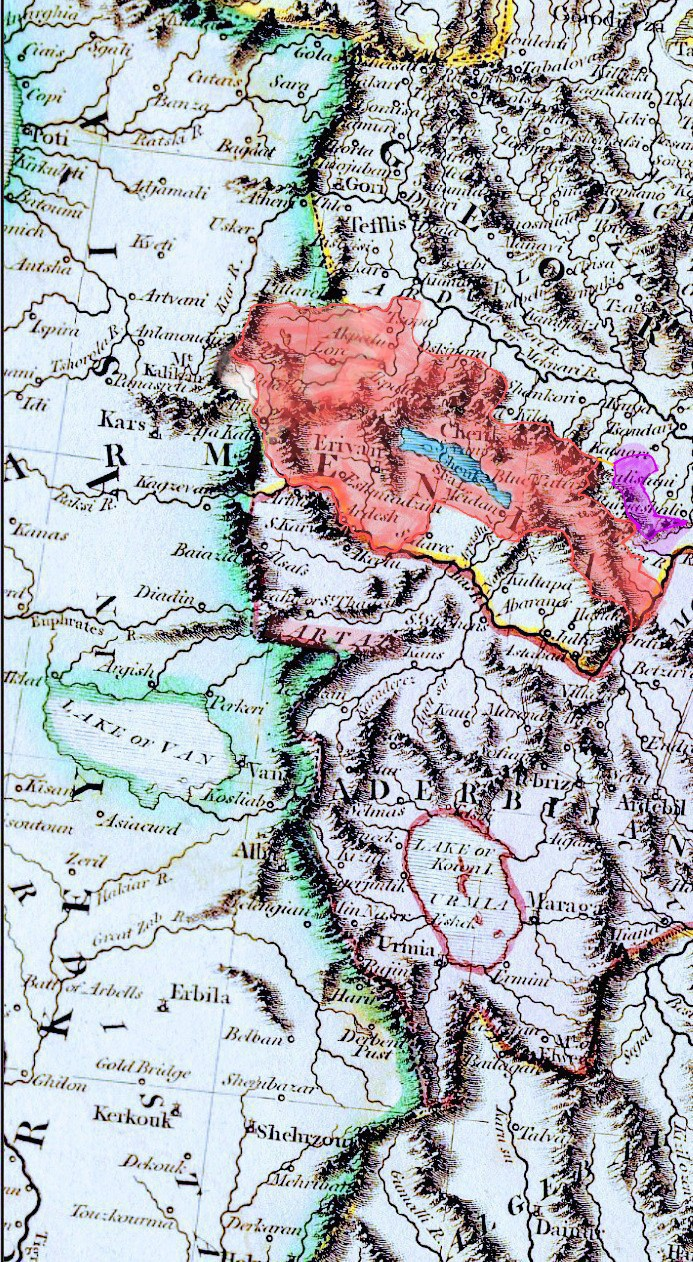
Артаз (Аматуник) в XIX веке, Персидская империя

В древности, территория будущего Аматуника была частью цивилизации Наири и являлaсь восточной частью области Арманили(Армарили, искажённое ассирийское название) с древнейшим центром в Арамали (Арамалe, Арамал) на реке Чуаш-рот . Затем, много веков входил в состав царства Биайнили. Впоследствии, после гибели Урарту (Арарту), Аматуник входил в состав Армянской сатрапии. 
Княжеский дом Аматуни вёл своё происхождение от маннео-матиенских царей и был в родстве с царским домом мидийских Астиагов.
Своё легендарное происхождение князья Аматуни возводили к потомкам Ветхозаветного Пророка и Героя Самсона, о чём поведал Мовсес Хоренаци.
После падения Матиены под ударами скифов и мидян, уцелевшее матиенское княжество Аматуник присоединилось к Великой Армении .
Одно из девяти главных княжеств Великой Армении, которые не позволили Сасанидам продвинуть свои границы, и границы своих вассалов (Иверии и Албании), далее вглубь Армении, после раздела Армянского царства в 387 году между Сасанидской и Римской империями.
В 451 году здесь, южнее Маку, произошло знаменитое Аварайрское сражение между армянами и персами.
После того, как в 791 году Шапух Аматуни вместе с сыном Амамом и 12 000 своих сторонников с семьями, переселились из Чуашрота в Византийскую империю, этим гяваром завладел, лояльный к арабам княжеский род Арцруни. В результате этих событий, сохранившиеся в Артазе князья Аматуни, так же как и другие видные княжеские роды Васпуракана, попали к Х—му веку в зависимость от Арцрунидов, что позволило князьям Арцруни в начале X века, при поддержке Халифата, провозгласить себя царями Васпуракана и даже претендовать на корону армянских шахиншахов. После исчезновения Васпураканского царства , Чуашрот перешёл под контроль Раввадидов.
Маку, называемый Шаваршан, на протяжении тысячелетий принадлежал армянскому династическому роду Аматуни.
В северной части Аматуникa, Артазе, Аматуни продолжали править ещё при Сефевидах в первой половине XVI века.
Kастильский дипломат, историк и путешественник дон Руи Гонсалес де Kлавихо, посетивший этот город во время своего путешеспвия ко двору эмира Тамерлана (именуемого в книге [Тамурбеком]) в Самарканд, говорил:
В воскресенье, первого июня, в час вечерни [посланники] подошли к замку, называемому Маку. Этот замок принадлежал одному христианину-католику по имени Норадин (Hyp ад-Дин) , и все обитатели его также были христиане-католики, хотя по происхождению они армяне и язык у них армянский. Но они знали и по-татарски и по-персидски. В этой же местности находился монастырь братьев святого Доменика. Этот замок был как бы в углу долины, у подножия очень высокой скалы, располагался выше по склону, а еще выше была ограда из сырцового кирпича и камня с башнями внутри, а за стеной находились дома, где жили люди, а дальше вверх по склону также [виднелось] жилье. Потом шла другая ограда с островерхими крышами, доходившими до [высоты] первой ограды. Вход в эту вторую ограду шел по ступеням, вырубленным в скале. А над входом — большая сторожевая башня. Далее, за этой второй оградой, прямо в скале располагались дома, а посередине — башни и [опять] дома, где находился сеньор и где жители города хранили свои припасы. Скала, где стояли эти постройки, уходила далеко вверх, гораздо выше ограды и всех домов. От нее как бы выступает навес, прикрывающий этот замок, ограду и дома, образуя над ними некое подобие купола. Если идет дождь, вода с неба не попадает на замок, так как [выступ] скалы закрывает его полностью. Таким образом, замок расположен так, что на него нельзя напасть ни с земли, ни с неба. Внутри его бьет ключ, снабжающий водой весь город и орошающий много садов. А у подножия замка расстилается прекрасная долина, по которой течет река. [Там] много виноградников и засеянных пшеницей полей. Тамурбек осаждал этот замок, но не смог взять его, а с его сеньором договорился о том, что тот поставит ему [в войско] двадцать всадников, как только в этом будет необходимость.

Спустя некоторое время Тамурбек [вновь] проходил здесь со своим войском и сеньор замка позвал сына, которому было около двадцати лет, и дал ему трех коней с хорошим убранством, чтобы он их отдал в подарок Тамурбеку. Когда же Тамурбек подошел к подножию замка [Маку], вышел сын [сеньора] и предложил ему трех коней от имени своего отца. [Тамурбек] принял [подарок] и приказал объявить, чтобы никто [из войска] не делал вреда во всей этой земле, принадлежащей этому замку... Посланники остались там тот день, что приехали. Позже в войске императора персидского они увидели сына владетеля этого замка и говорили с ним. А у сеньора этого замка был и другой сын, моложе того [первого], и он сказал посланникам, что этот его сын грамматик и хороший знаток языка и что, когда по воле Господа Бога они будут возвращаться [от Тамурбека], он отпустит с ними [этого своего сына], чтобы они отвезли его к государю королю [Кастилии] для того, чтобы он порекомендовал папе сделать его епископом в этой земле. И достойно удивления, что этот замок держится среди стольких мавров и в столь большом отдалении от христиан...
Неприступная крепость рода Аматуни, Маку, пала только в результате того, что появилась артиллерия, а именно артиллерия в войсках Османской империи.
Подавляющая часть армянского населения Маку во главе с родом Аматуни переселилась в окрестности Ардебиля, в восточную часть Карадага (Матианские горы), земли оставшиеся под контролем Сефевидов после 1555 года. Впоследствии многие из них были возвращены назад, в районы слияния Артаза и Чуашрота, Аллахверди-ханом Аматуни, после того как северо-западный Иран (Азарбайджан) вернулся под контроль Сефевидов в начале XVII века. Там и по сей день сохранилось несколько армянских деревень.